# ویرس‌لو
ویرس‌لو (به هلندی: Weerselo) یک منطقهٔ مسکونی در هلند است که در دینکل‌لاند واقع شده‌است. ویرس‌لو ۳٬۰۶۴ نفر جمعیت دارد.